# Catalluna
Catalluna, que porta per subtítol Màgia, misteri i rauxa de la melodia popular, és el setè àlbum d'estudi del grup de rock català Companyia Elèctrica Dharma (rebatejat a partir d'aquí simplement com a "Elèctrica Dharma"). Va ser publicat en vinil el 1983 i reeditat per Picap en CD el 1994. El disc es va enregistrar entre els mesos de febrer i març del 1983 als Estudis Perpinyà de Barcelona.
A Catalluna, la Dharma versiona de manera personal i actualitzada diverses cançons tradicionals catalanes, presentant una única composició pròpia. La primera cara de l'antic LP constava de temes separats mentre que la segona era una suite de temes empalmats, recuperant en part el format més "simfònic" de la primera època del grup. Conté una versió de La presó del rei de França que va esdevenir molt popular arreu dels Països Catalans i s'escolta sovint al Camp Nou, els dies de partit del FC Barcelona o de la selecció catalana de futbol.
En la portada de l'àlbum es va recuperar el logotip (un llamp i una nota musical) que el col·lectiu de dibuixants Farry Brothers, conegut pels seus còmics a El Víbora, havia fet expressament per al conjunt feia anys.

## Músics
- Joan Fortuny: saxo soprano, violí
- Pep Fortuny: bateria, timbaletes, timbal
- Esteve Fortuny: guitarra elèctrica, guitarra acústica, flabiol
- Carles Vidal: baix elèctric
- Lluís Fortuny: polifònic, orgue, trompeta, fiscorn
- Barbas: tabla, congues
- Mayte Martin: veu

## Temes
1. La presó del rei de França (tradicional)
2. El testament d'Amèlia (tradicional)
3. El rossinyol (tradicional)
4. La presó de Lleida (tradicional)
5. Catalluna (Esteve Fortuny)
6. Cançó del lladre (tradicional)
7. Salts i danses de la Patum (variacions sobre temes tradicionals)